# Distretto di Sarbo
Il distretto di Sarbo è un distretto della Liberia facente parte della contea di River Gee.